# Baulne-en-Brie
Pour les articles homonymes, voir Baulne.
Baulne-en-Brie est une commune déléguée de Vallées en Champagne et une ancienne commune française, située dans le département de l'Aisne en région Hauts-de-France.
L'ancienne commune, à la suite d'une décision du conseil municipal et par arrêté préfectoral du 23 novembre 2015, est devenue une commune déléguée de la nouvelle commune des Vallées en Champagne, depuis le 1er janvier 2016.

## Géographie
Baulne-en-Brie est située au sud-est du département de l'Aisne, à vol d'oiseau à 64,6 km au sud de la préfecture de Laon, et à 16,8 km au sud-est de la sous-préfecture de Château-Thierry. 
Avant la création de la commune nouvelle de Vallées-en-Champagne, le 1er janvier 2016, Baulne-en-Brie était limitrophe du département de la Marne et de 8 communes, Le Breuil (2,6 km), Montigny-lès-Condé (3,5 km), Saint-Agnan (3,9 km), Celles-lès-Condé (4,1 km), Condé-en-Brie (4,2 km), La Chapelle-Monthodon (4,2 km), Verdon (4,3 km) et Pargny-la-Dhuys (5,9 km).
| Celles-lès-Condé, Condé-en-Brie et La Chapelle-Monthodon |                                                       | La Chapelle-Monthodon |
| Montigny-lès-Condé                                       | Baulne-en-Brie (Cne deléguée de Vallées en Champagne) | Le Breuil (Marne)     |
| Pargny-la-Dhuys                                          |                                                       | Verdon (Marne)        |

## Toponymie
Le nom de la localité est attesté sous les formes Belna (1191) ; Biaune (XIVe siècle) ; Beaune-en-Brie (1502) ; Beaulne-en-Brye (1517) ; Beaulne-en-Brie (1541) ; Beaulne (1636) ; Beaulnes (1710) ; Beaune.

Du nom du dieu gaulois Belenos[réf. nécessaire].
La Brie est une région naturelle française située dans la partie orientale du bassin parisien, entre les vallées de la Marne, de la Seine et la côte d'Île-de-France. Elle couvre une superficie d'environ 5 000 km2.

## Politique et administration

### Liste des maires
| Période                                  | Période       | Identité        | Étiquette | Qualité                                |
| ---------------------------------------- | ------------- | --------------- | --------- | -------------------------------------- |
| Les données manquantes sont à compléter. |               |                 |           |                                        |
| juin 1995                                | mars 2008     | Gilles Hiernard | DVD       |                                        |
| mars 2008                                | décembre 2015 | Bruno Lahouati  | DVG       | Artisan Réélu pour le mandat 2014-2020 |

### Liste des maires délégués
La commune déléguée, Baulne-en-Brie, étant le chef-lieu de la commune de Vallées-en-Champagne, le maire de la commune est son maire délégué. 
| Période                                  | Période  | Identité       | Étiquette | Qualité |
| ---------------------------------------- | -------- | -------------- | --------- | ------- |
| 4 janvier 2016                           | En cours | Bruno Lahouati | DVG       | Artisan |
| Les données manquantes sont à compléter. |          |                |           |         |

## Démographie
L'évolution du nombre d'habitants est connue à travers les recensements de la population effectués dans la commune depuis 1793. Pour les communes de moins de 10 000 habitants, une enquête de recensement portant sur toute la population est réalisée tous les cinq ans, les populations de référence des années intermédiaires étant quant à elles estimées par interpolation ou extrapolation. Pour la commune, le premier recensement exhaustif entrant dans le cadre du nouveau dispositif a été réalisé en 2007.

En 2022, la commune comptait 294 habitants, en évolution de +12,21 % par rapport à 2016 (Aisne : −1,97 %, France hors Mayotte : +2,11 %).
| 1793 | 1800 | 1806 | 1821 | 1831 | 1836 | 1841 | 1846 | 1851 |
| ---- | ---- | ---- | ---- | ---- | ---- | ---- | ---- | ---- |
| 428  | 515  | 572  | 589  | 637  | 628  | 673  | 730  | 724  |

| 1856 | 1861 | 1866 | 1872 | 1876 | 1881 | 1886 | 1891 | 1896 |
| ---- | ---- | ---- | ---- | ---- | ---- | ---- | ---- | ---- |
| 702  | 639  | 633  | 562  | 537  | 504  | 512  | 527  | 510  |

| 1901 | 1906 | 1911 | 1921 | 1926 | 1931 | 1936 | 1946 | 1954 |
| ---- | ---- | ---- | ---- | ---- | ---- | ---- | ---- | ---- |
| 442  | 420  | 440  | 380  | 371  | 334  | 347  | 299  | 268  |

| 1962 | 1968 | 1975 | 1982 | 1990 | 1999 | 2006 | 2007 | 2012 |
| ---- | ---- | ---- | ---- | ---- | ---- | ---- | ---- | ---- |
| 256  | 220  | 194  | 243  | 219  | 238  | 284  | 290  | 262  |

| 2017 | 2022 | - | - | - | - | - | - | - |
| ---- | ---- | - | - | - | - | - | - | - |
| 264  | 294  | - | - | - | - | - | - | - |

## Lieux et monuments
- L'église Saint-Barthélémy, classée monument historique depuis 1920, possède un des derniers plafonds en bois encaissé à lattes contrariées au monde. Ce plafond et la chaire sont classés Monument Historique.

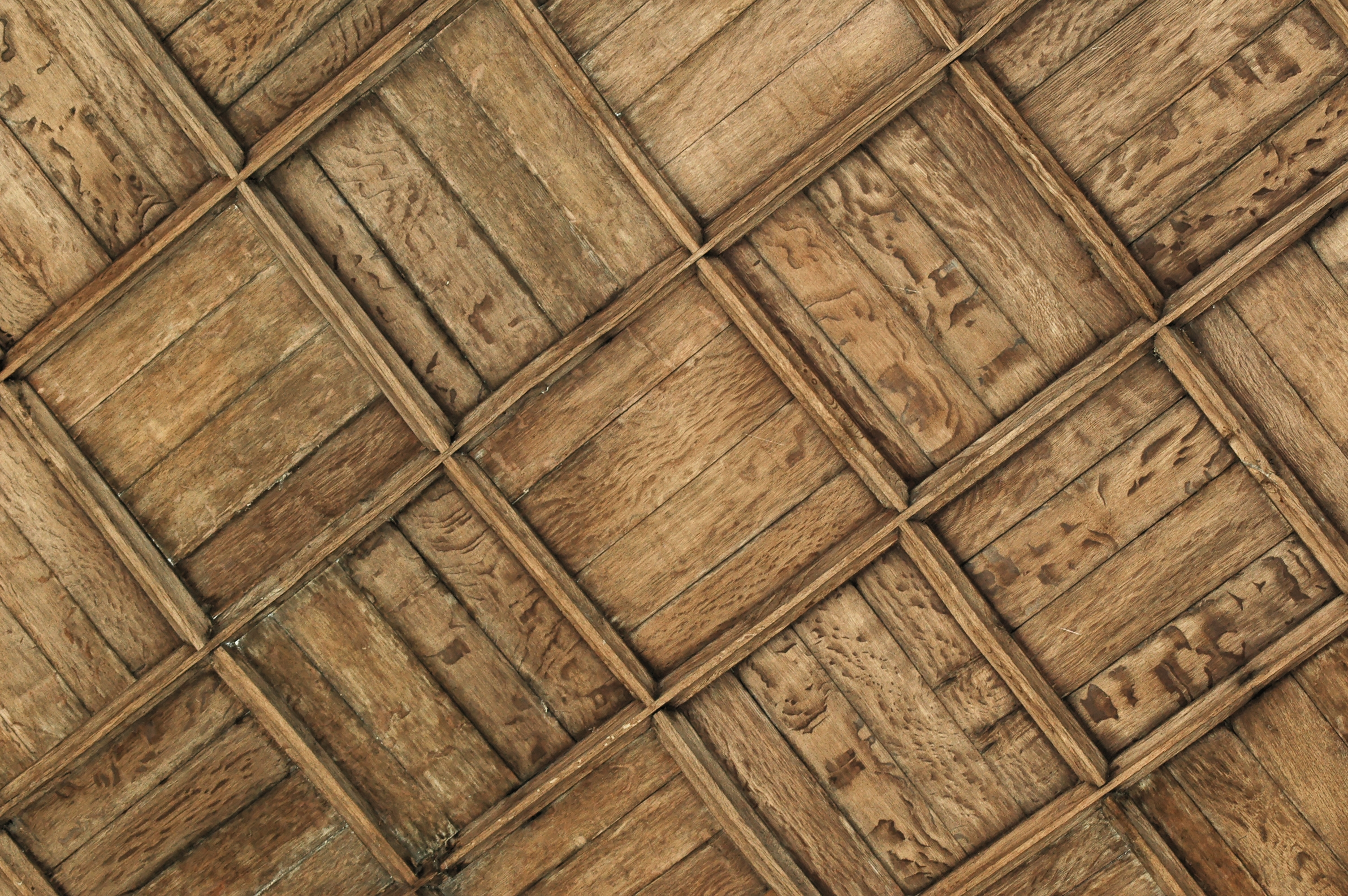
Détail du plafond de l'église Saint-Barthélémy de Baulne-en-Brie.

- Stèle de la IVeme génération du feu, Hommage aux soldats des Opérations Intérieures et Extérieures érigée en 2018.  Manifestation organisée autour du 23 octobre de chaque année (APAC)
- Place Daniel Beaucreux devant l'église. En mémoire des hommes et femmes du canton de Condé-en-Brie et sa région qui ont connu la déportation et la mort dans les Camps. Parcours « Morts en déportation, Vivants dans nos mémoires ».

- Dans la rue principale, un lavoir a été décoré sur le thème de la fable La laitière et le pot au lait.

- Aux environs, le hameau de Romandie est qualifié de « petite Suisse du pays de Condé » et donne accès à la vallée de la Verdonnelle.
- Sur la route vers Saint-Agnan, une table d'orientation située en face du chemin des Glapiers offre un point de vue remarquable sur la vallée du Surmelin.

## Activités économiques
Baulne-en-Brie est un village agricole et viticole.